# Guentrange
Guentrange, également écrit Gentrange, est un ancien village situé sur les hauteurs de la commune française de Thionville. C'était anciennement un petit village de vignerons faisant déjà partie de Thionville, car il n'a jamais été une commune autonome et en a toujours fait partie.
Ses habitants sont appelés les Guentrangeois en français et les Gentrénger en platt. D'autre part, l'entité composée de Guentrange, Tafeld et Val-Marie représente un total de 3 964 habitants en 2012.

## Géographie
Guentrange se situe sur une colline au nord-ouest de Thionville. Il est divisé en deux grandes parties : Haute-Guentrange et Basse-Guentrange.

## Toponymie

### Guentrange
- Haute-Guentrange : Ober Güntringen en allemand[2], Ower-Gentréngen en francique lorrain[3].
- Basse-Guentrange : Nieder Güntringen en allemand[2], Nidder-Gentréngen en francique lorrain[3]. Guentrange-Bas était jadis une ferme portant le nom de Hames-Hof[4].

#### Mentions anciennes
Contraint (909), Guntringas (1147), Guntringen (1317), Gentrigen (1572), Guintringen (1575-1582), Kuentrange (1682), Guntrange (1686), Guenetrange (haute et basse) (1845), Guntringen nommé Guenetrange par romanisation (1863), Gentringen (pendant l'annexion allemande), Guentrange (1918).

#### Étymologie
Le toponyme Guentrange est dérivé du nom propre germanique Gunther, suivi du suffixe -ingen francisé en -ange.
Selon Heinrich Meyer, le toponyme Guntaringen « indique la demeure de la postérité de Gonthart ou Gunther », sachant que l'anthroponyme Gunther signifie « guerrier ».
La mention de 909 est une romanisation présente dans une charte qui est analysée de la manière suivante par Alexandre Wiltheim dans son Luxemburgum Romanum : « Anno 909. Tabula Alberti in pago Methense in loco qui dicitur Contraint ». Au bout de ces quelques mots, l'auteur ajoute entre parenthèses : « in vitiferis ad Theodonis villam collibus ».

### Quelques microtoponymes et odonymes
- Abrevoir (rue de l') : de Kiwee en francique lorrain[5].
- Amoureux (sentier des) : chemin de la Donnerscheuer (sans date)[5], Lamotte-Gässel (en francique lorrain)[5].
- Chaudebourg (lieu-dit) : Schadenbourg (1611)[5], Chandeberg (dictionnaire de Viville)[2].
- Crève-Cœur (colline du) : Geisberg (1600)[5], Gerichsberg (1640)[2], Gerichtsberg (1831)[5], Griesberg (1854)[5], Grisberg (1868)[2], Geriitsbereg (en francique lorrain)[5].
- Crève-Cœur (montée du) : le Kem (XIXe siècle)[5].
- Donnescheuer (domaine) :  Donnerscheuer (1812)[5], Donnerschaier (en francique lorrain)[5].
- Hasenhoff (domaine) : Hauweshoff (sans date)[5], Hanshoff (sans date)[5], Hosenhaff (en francique lorrain)[5].
- Val Marie : Cet endroit s'appelait à l'origine Nonnenscheuer[5], puis Wonnershoff[5] et s'est ensuite appelé Marienthal (Mariendall en francique)[5], ce dernier nom a été francisé en Val Marie après 1945[5].

## Histoire
C'est en 1147 qu'un petit groupe de maisons fut nommé Guntringas. Ce lieu a de tous temps formé une dépendance de Thionville et depuis l'affranchissement de cette ville, ses habitants ont été compris parmi les bourgeois de Thionville.
En 2008 il reste encore dans Guentrange des traces architecturales des diverses occupations de Thionville. Ainsi, une maison de style espagnol, hacienda construite entre 1630 et 1710 pendant l’occupation espagnole, ou l’architecture du châtelet appelé Bergschlässchen de style allemand (le nom allemand de Thionville est Diedenhofen). Ce dernier fut occupé par les FFI pendant la Seconde Guerre mondiale.
Cette petite commune fut aussi un point stratégique pendant la guerre avec son fort situé sur le sommet de Guentrange, construit par les Allemands entre 1899 et 1914 pour couvrir les ponts contre les offensives françaises venant du pays Haut. Le fort de Guentrange fut intégré à la ligne Maginot (du nom de l’homme politique André Maginot) en 1930. La ligne Maginot est une ligne de fortifications et de défense construite par la France le long de ses frontières avec l’Allemagne et l’Italie (ligne alpine).
Dans les années 2000 Guentrange est un quartier résidentiel très prisé. Ce sont plutôt de grandes maisons et villas qui y sont implantées. Le village s’est complètement métamorphosé. Il est passé d’un village de vignoble avec une population d'agriculteurs et de vignerons qui vivaient de leurs terres à un quartier résidentiel de Thionville. À cette époque seuls les anciens persistent.
De plus, le prix du terrain a complètement flambé à Thionville. Le prix de l’are (100 m2) à Guentrange flirte avec les 30 000 euros en 2008 ; l'immobilier à Thionville est alors le plus cher de Lorraine, du fait notamment de la proximité du Luxembourg et du travail frontalier. Quand 100 emplois sont créés au Luxembourg, 20 reviennent à Thionville.

### Vignoble
Autrefois Guentrange était un hameau de vignerons. Il reste encore en 2008 des témoignages de cette époque : quelques pressoirs et vignes. Le vignoble de Guentrange fut toujours un vignoble à flanc de coteau. Il est orienté vers le sud-est, permettant une longue insolation pendant la journée. Le climat de la région, très variable et à courbe annuelle de température en dent de scie, n’est pas tellement favorable à la vigne.
En 1828 l'étendue des vignes autour et au-dessus de Guentrange est de 103,5 hectares, dont le produit peut être évalué pour l'année commune à 4 000 hectolitres ; sachant qu'en 1826 il a été de 13 000 hectolitres. 
À cette époque le vin rouge de Guentrange est le meilleur du département de la Moselle, les propriétaires le maintiennent à un prix tellement élevé, qu'il n'est pas rare à Thionville d'y recevoir du vin de Bourgogne et des crus ordinaires à meilleur marché que le vin rouge de Guentrange. Le vin blanc de ce coteau est quant à lui léger et d'une saveur agréable, mais d'une qualité et d'un prix fort inférieurs à ceux du vin rouge.
La révolution industrielle installe les grands réseaux ferroviaires, habitue l’ouvrier des villes à boire du vin obtenu à moindre prix par la monoculture naissante du Midi. La « Sentinelle de Thionville », un journal du 30 juillet 1862, dit que « dans un litre de vin du Midi il y a plus d’alcool, plus de tanin, de tartre, plus de glucose que dans un litre de vin de la Moselle » et ensuite « un seul élément l’emporte dans ce dernier (vin de Moselle), c’est l’eau ». La vigne est la seule grande ressource pour les Guentrangeois.
Le vignoble disparaît au début du XXe siècle, les dernières vendanges ont été faites en 1911. Au début dudit siècle, il y a une implantation soudaine, à quelques kilomètres du vieux vignoble, d’un complexe industriel et urbain offrant des emplois et des carrières qui n’avait jamais existé. Le salaire mensuel garanti a semblé préférable désormais aux aléas du métier ancestral. C’est sûrement comme cela que les vignes de Guentrange ont été abandonnées petit à petit.
Par ailleurs, si l'on observe le blason de Guentrange, on voit une vigne et, un peu plus bas, des mirabelles qui ont succédé aux vignes. Les villageois en font, entre autres, de l'eau-de-vie.

## Population et société

### Démographie
| 1826 | 1890 | 1900 | 1926 | 1936 | 1946 | 1954  |
| ---- | ---- | ---- | ---- | ---- | ---- | ----- |
| 619  | 558  | 700  | 921  | 921  | 949  | 1 080 |

### Sport
- Club de football : l'U.S. Guentrange[8].

### Enseignement
- École élémentaire[9]

## Culture locale et patrimoine

### Monuments
- Fort de Guentrange, construit au début du XXe siècle
- Le Hof, édifice du XVIIIe siècle partiellement inscrit MH[10]
- Église Saint-Urbain de 1866
- Bildstock de 1815 ; érigé par Joseph Voillemier ; à l'angle des rues Saint-Urbain et de la Frontière[11]
- Bildstock en calcaire de style néogothique de 1893 ; érigé par Mlle Guérin de Waldersbach ; rue Guérin de Waldersbach[11]
- Calvaire ; portant plusieurs dates qui vont de 1527 à 1870 ; rue Château Jeannot[11]
- Calvaire de 1692 ; édifié par l'initiative d'Agnès Philips ; à l'angle du sentier des Enclos[11]
- Croix en calcaire appelée « Pater Noster » ; datant peut-être du XVIe siècle et restaurée en 1762 ; à l'angle de l'allée des Platanes et du sentier des Amoureux[11]
- Croix dont la base du fût est du XVIe siècle ; qui servait antérieurement à délimiter un terrain familial ; à l'angle de la rue Saint-Urbain et de la route du Crève-Cœur[11]
- Croix dite « de Potence » ; érigée au XVIIe siècle ou XVIIIe siècle, restaurée en 1825 ; à l'angle de la route du Crève-Cœur et du Ravin du Crève-Cœur[11]

### Linguistique
Le parler francique de Basse-Guentrange est, à quelques mots près, identique à celui de Haute-Guentrange. Le dialecte guentrangeois diffère par contre sensiblement des dialectes des villages environnants, car c'est un francique de transition entre les dialectes de l'Ouest du thionvillois et les dialectes situés de l'autre côté de la Moselle. Par « francique de transition » il faut comprendre que le francique de Guentrange possède des caractéristiques dialectales de la rive gauche de la Moselle et aussi de la rive droite.
Les mots en Gentrénger platt (dialecte guentrangeois) sont par exemple : de Pokes (la poche), flete (siffler), de Kinnink (le roi), de More (le matin), d'Bee (les arcs), de Moulbot (la taupe), schrëwwe (écrire) et d'Steed (les villes). Sachant que les [n] situés en fin de mots disparaissent dans le parler de Guentrange (sauf exceptions). Ce qui explique par exemple que l'infinitif des verbes se termine par -e au lieu de -en.
À la fin du XVIIIe siècle, les vignerons de Guentrange ont des contacts journaliers avec une classe dirigeante francophone et de ce fait ils commencent à apprendre des rudiments de français, tout en parlant uniquement en francique entre eux. En 1870, beaucoup d'enfants de Guentrange ne parlent pas le français, d'autres le parlent très mal. En 1984, il n'y a plus que quelques personnes très âgées qui parlent tous les jours le dialecte francique de Guentrange, ; les Guentrangeois qui à cette époque ont 70 ans connaissent ce dialecte à un niveau convenable, mais ne s'expriment apparemment qu'en français.

### Sobriquets
Les habitants de Guentrange étaient surnommés : d'Hoselächer (les trous de lièvres), d'Knoweleksfresser (les mangeurs d'ail).

### Personnalités liées
- Charles Abel (1824-1894), avocat, historien et homme politique ; mort à Guentrange

### Héraldique
| Blason de Guentrange | Blason  | D'argent au cep tuteuré de tenné, feuillé de sinople et fruité de pourpre sur un tertre de gueules ; au chef d'azur chargé d'un château d'or ouvert d'azur. |
| Blason de Guentrange | Détails | |